# 86-й отдельный лыжный батальон
86-й отдельный лыжный батальон — воинская часть вооружённых сил СССР в Великой Отечественной войне.

## История
Батальон сформирован в Архангельском военном округе в Архангельске в ноябре 1941 года. Батальон почти полностью был сформирован из жителей Архангельской и Вологодской областей, Коми АССР. При формировании насчитывал 572 человека. 7 ноября была принята присяга, а 9 декабря эшелоном отправлен в Вологду и далее в Тихвин.
В действующей армии с 20 декабря 1941 по 20 марта 1942 года.
По воспоминаниям комсорга батальона Н. И. Чумбарова, первый бой состоялся в составе 310-й стрелковой дивизии, и вёлся с 16 декабря 1941 за деревню Лынна под Волховом. После боя батальон временно поступил в распоряжение командира 44-й стрелковой дивизии П. А. Артюшенко, который поставил задачу перерезать дороги Рысино — Городище и Городище — Пчева.
Официально введён в бой под деревней Ларионов Остров в конце Тихвинской операции 26 декабря 1941 года, будучи приданным 310-й стрелковой дивизии, затем переброшен на плацдарм южнее Киришей в районе станции Тигода и деревень Зеленцы, Лезно, Водосье, Пехово, Пертечно. Буквально за месяц боёв был практически полностью уничтожен: в строю остались только около 40 человек, которые в конце января 1942 года были влиты в 310-ю стрелковую дивизию.
Официально расформирован 20 марта 1942 года.

## Подчинение
| Дата            | Фронт (округ)    | Армия     | Корпус | Примечания |
| --------------- | ---------------- | --------- | ------ | ---------- |
| 01.01.1942 года | Волховский фронт | 4-я армия | -      | -          |
| 01.02.1942 года | Волховский фронт | 4-я армия | -      | -          |
| 01.03.1942 года | Волховский фронт | 4-я армия | -      | -          |

## Командование

### Командиры
- Бойченко Д. Г. (ноябрь 1941 — ?), старший лейтенант[2]
- Хрупкин (? — ?), лейтенант[2]

### Военкомы
- Тарасов Афанасий Николаевич, политрук[2]

### Комсорги
- Чумбаров Новолучинский Иванович, комсорг[2]